# Reichstagswahl 1936
- NSDAP: 741

Anmerkung: Die 741 Nominierten auf der NSDAP-Einheitsliste zogen in den Reichstag ein. Von ihnen waren 722 Mitglieder der NSDAP, 19 waren als Gäste bezeichnete Parteilose.

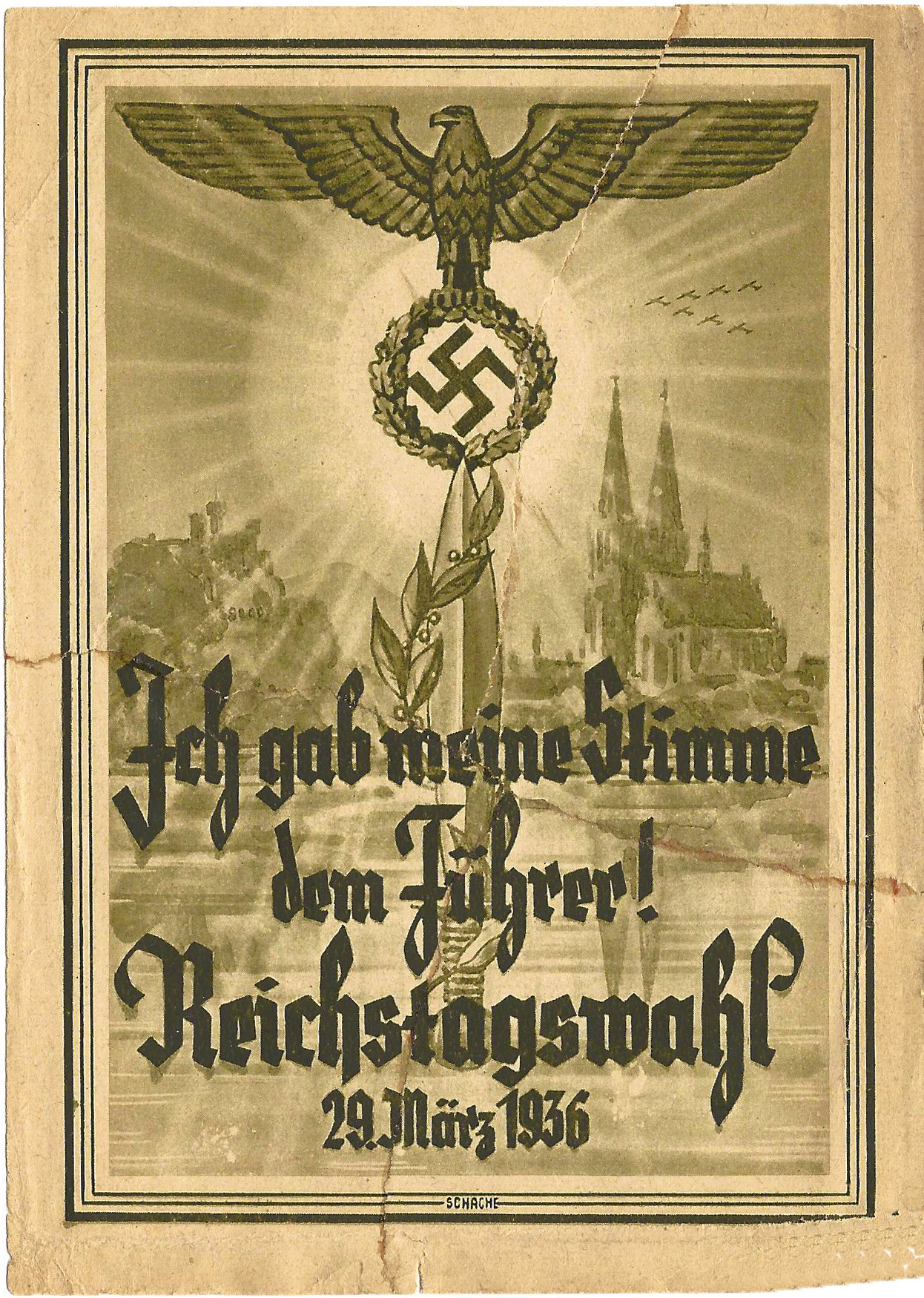
Propagandaplakat zur Reichstagswahl 1936.

Die Reichstagswahl vom 29. März 1936 wurde vom NS-Regime angesetzt, um der nur wenige Wochen zuvor erfolgten Rheinlandbesetzung, die einen offenen Bruch mit dem Versailler Vertrag darstellte, den Anstrich von Legitimation zu verleihen. In der NS-Propaganda wurde die Wahl bisweilen als „Volksabstimmung“ dargestellt, mit der das Volk seine Unterstützung für die Rheinlandbesetzung bekunde, tatsächlich wurde jedoch nur eine Reichstagswahl abgehalten. Die Stimmzettel waren betitelt mit „Reichstag für Frieden und Freiheit“. Wie auch bereits bei der vorangegangenen Wahl im November 1933 war nur eine Einheitsliste der NSDAP zugelassen. Es handelte sich somit um eine Scheinwahl. Die Reichstagswahl von 1936 ergab offiziell eine Zustimmung von 98,8 % für die NSDAP.
Die Saarländer waren nach der Saarabstimmung vom 13. Januar 1935 erstmals wieder seit 1919 zu einer gesamtdeutschen Wahl aufgerufen. Dagegen hatten Juden durch das Reichsbürgergesetz vom 15. September 1935 das Wahlrecht verloren. Erstmals durften sie, genauso wie sogenannte jüdische Mischlinge, nicht an einer Reichstagswahl teilnehmen.

## Ergebnisse

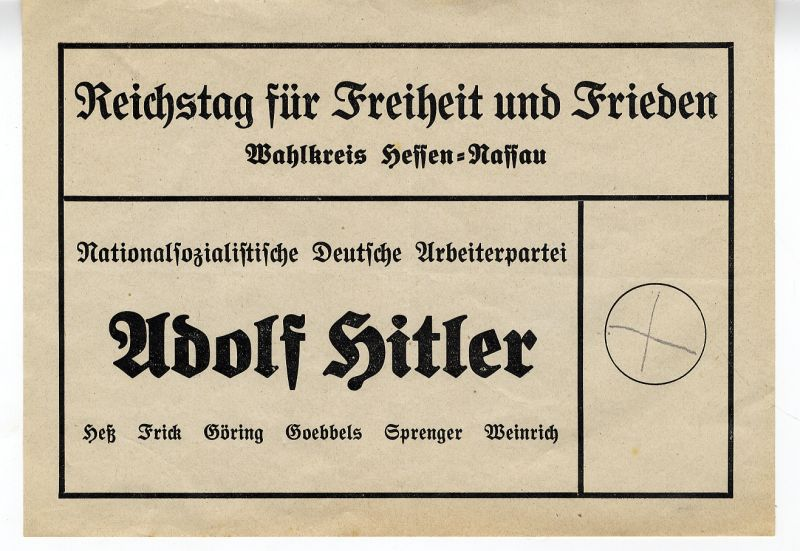
Stimmzettel zur Reichstagswahl aus dem Wahlkreis 19 Hessen-Nassau, mit den Kandidaten Jakob Sprenger und Karl Weinrich.

Außer der NSDAP waren keine weiteren Parteien zur Wahl zugelassen. Auf dem Stimmzettel waren sieben Kandidaten namentlich aufgeführt: Als einziger mit vollem Namen und größerer Schrift Adolf Hitler, danach folgten stets und nur mit Nachnamen Rudolf Heß, Wilhelm Frick, Hermann Göring und Joseph Goebbels. Es folgten zwei weitere ebenfalls nur mit Nachnamen genannte Personen, die für den jeweiligen Wahlkreis kandidierten. Wie bereits zu Zeiten der Weimarer Republik festgelegt, gab es für je 60.000 abgegebene Stimmen je einen Sitz, weswegen 741 der auf der Einheitsliste Nominierten in den Reichstag einzogen. 722 waren Mitglieder der NSDAP, 19 waren als Gäste bezeichnete Parteilose. Unter den Abgeordneten befanden sich keine Frauen.
Offiziell lag die Wahlbeteiligung bei 99,01 %. Leere Stimmzettel wurden als Zustimmung zur Liste der NSDAP gewertet. Lediglich Stimmzettel mit einer deutlichen Ablehnung des Wahlvorschlags wurden als ungültig gewertet. Leere Stimmumschläge wurden im amtlichen Endergebnis gesondert ausgewiesen und nicht zu den ungültigen Stimmen gerechnet.
Die Liste der NSDAP erreichte offiziell 98,8 % der abgegebenen Stimmen. Nur 1,2 % der abgegebenen Stimmen wurden z. B. wegen abweichender Markierungen auf dem Stimmzettel als ungültig gewertet.
| Stimmverteilung Reichstagswahl 1936 | Stimmverteilung Reichstagswahl 1936 | Stimmverteilung Reichstagswahl 1936 | Stimmverteilung Reichstagswahl 1936 | Stimmverteilung Reichstagswahl 1936 | Stimmverteilung Reichstagswahl 1936 | Stimmverteilung Reichstagswahl 1936 | Stimmverteilung Reichstagswahl 1936 | Stimmverteilung Reichstagswahl 1936 | Stimmverteilung Reichstagswahl 1936 |
| Nr.                                 | Stimmkreis bzw. Stimmgruppe         | Stimmberechtigte (a)                | abgegebene Stimmen (b)              | abgegebene Stimmen (b)              | ungültige Stimmen                   | ungültige Stimmen                   | Ja-Stimmen                          | Ja-Stimmen                          | Ja-Stimmen                          |
| Nr.                                 | Stimmkreis bzw. Stimmgruppe         | Anzahl                              | Anzahl                              | Anteil (a)                          | Anzahl                              | Anteil (b)                          | Anzahl                              | Anteil (b)                          | Anteil (a)                          |
| Deutsches Reich                     | Deutsches Reich                     | 45.453.6910                         | 45.001.4890                         | 99,01 %                             | 540.2110                            | 1,20 %                              | 44.461.2780                         | 98,80 %                             | 97,82 %                             |
| ----------------------------------- | ----------------------------------- | ----------------------------------- | ----------------------------------- | ----------------------------------- | ----------------------------------- | ----------------------------------- | ----------------------------------- | ----------------------------------- | ----------------------------------- |
| 01                                  | Ostpreußen                          | 1.455.835                           | 1.442.717                           | 99,10 %                             | 03.621                              | 0,25 %                              | 1.439.096                           | 99,75 %                             | 98,85 %                             |
| 02                                  | Berlin West                         | 1.543.965                           | 1.512.583                           | 97,97 %                             | 23.555                              | 1,56 %                              | 1.489.028                           | 98,44 %                             | 96,44 %                             |
| 03                                  | Berlin Ost                          | 1.690.311                           | 1.663.171                           | 98,39 %                             | 28.915                              | 1,74 %                              | 1.634.256                           | 98,26 %                             | 96,68 %                             |
| 04                                  | Potsdam                             | 1.060.346                           | 1.054.221                           | 99,42 %                             | 08.689                              | 0,82 %                              | 1.045.532                           | 99,18 %                             | 98,60 %                             |
| 05                                  | Frankfurt (Oder)                    | 1.114.850                           | 1.108.830                           | 99,46 %                             | 06.275                              | 0,57 %                              | 1.102.555                           | 99,43 %                             | 98,90 %                             |
| 06                                  | Pommern                             | 1.280.010                           | 1.266.485                           | 98,94 %                             | 09.414                              | 0,74 %                              | 1.257.071                           | 99,26 %                             | 98,21 %                             |
| 07                                  | Breslau                             | 1.297.380                           | 1.277.334                           | 98,45 %                             | 23.068                              | 1,81 %                              | 1.254.266                           | 98,19 %                             | 96,68 %                             |
| 08                                  | Liegnitz                            | 0.838.261                           | 0.829.960                           | 99,01 %                             | 10.866                              | 1,31 %                              | 0.819.094                           | 98,69 %                             | 97,71 %                             |
| 09                                  | Oppeln                              | 0.917.053                           | 0.901.384                           | 98,29 %                             | 10.513                              | 1,17 %                              | 0.890.871                           | 98,83 %                             | 97,14 %                             |
| 10                                  | Magdeburg                           | 1.186.271                           | 1.177.112                           | 99,23 %                             | 13.160                              | 1,12 %                              | 1.163.952                           | 98,88 %                             | 98,12 %                             |
| 11                                  | Merseburg                           | 1.014.703                           | 1.005.391                           | 99,08 %                             | 13.219                              | 1,31 %                              | 0.992.172                           | 98,69 %                             | 97,78 %                             |
| 12                                  | Thüringen                           | 1.602.688                           | 1.595.149                           | 99,53 %                             | 15.680                              | 0,98 %                              | 1.579.469                           | 99,02 %                             | 98,55 %                             |
| 13                                  | Schleswig-Holstein                  | 1.164.744                           | 1.137.703                           | 97,68 %                             | 22.782                              | 2,00 %                              | 1.114.921                           | 98,00 %                             | 95,72 %                             |
| 14                                  | Weser-Ems                           | 1.092.827                           | 1.074.808                           | 98,35 %                             | 15.571                              | 1,45 %                              | 1.059.237                           | 98,55 %                             | 96,93 %                             |
| 15                                  | Osthannover                         | 0.753.807                           | 0.740.129                           | 98,19 %                             | 09.428                              | 1,27 %                              | 0.730.701                           | 98,73 %                             | 96,93 %                             |
| 16                                  | Südhannover-Braunschweig            | 1.436.640                           | 1.421.750                           | 98,96 %                             | 11.245                              | 0,79 %                              | 1.410.505                           | 99,21 %                             | 98,18 %                             |
| 17                                  | Westfalen Nord                      | 1.723.911                           | 1.706.677                           | 99,00 %                             | 26.009                              | 1,52 %                              | 1.680.668                           | 98,48 %                             | 97,49 %                             |
| 18                                  | Westfalen Süd                       | 1.772.491                           | 1.750.080                           | 98,74 %                             | 19.549                              | 1,12 %                              | 1.730.531                           | 98,88 %                             | 97,63 %                             |
| 19                                  | Hessen-Nassau                       | 1.755.533                           | 1.747.278                           | 99,53 %                             | 17.020                              | 0,97 %                              | 1.730.258                           | 99,03 %                             | 98,56 %                             |
| 20                                  | Köln-Aachen                         | 1.596.453                           | 1.582.301                           | 99,11 %                             | 14.552                              | 0,92 %                              | 1.567.749                           | 99,08 %                             | 98,20 %                             |
| 21                                  | Koblenz-Trier                       | 0.854.581                           | 0.853.416                           | 99,86 %                             | 05.890                              | 0,69 %                              | 0.847.526                           | 99,31 %                             | 99,17 %                             |
| 22                                  | Düsseldorf Ost                      | 1.555.535                           | 1.543.402                           | 99,22 %                             | 07.620                              | 0,49 %                              | 1.535.782                           | 99,51 %                             | 98,73 %                             |
| 23                                  | Düsseldorf West                     | 1.297.082                           | 1.288.417                           | 99,33 %                             | 06.462                              | 0,50 %                              | 1.281.955                           | 99,50 %                             | 98,83 %                             |
| 24                                  | Oberbayern-Schwaben                 | 1.858.060                           | 1.846.776                           | 99,39 %                             | 17.421                              | 0,94 %                              | 1.829.355                           | 99,06 %                             | 98,46 %                             |
| 25                                  | Niederbayern                        | 0.871.985                           | 0.868.209                           | 99,57 %                             | 07.221                              | 0,83 %                              | 0.860.988                           | 99,17 %                             | 98,74 %                             |
| 26                                  | Franken                             | 1.758.017                           | 1.752.639                           | 99,69 %                             | 09.642                              | 0,55 %                              | 1.742.997                           | 99,45 %                             | 99,15 %                             |
| 27                                  | Rheinpfalz-Saar                     | 1.175.246                           | 1.173.752                           | 99,87 %                             | 01.412                              | 0,12 %                              | 1.172.340                           | 99,88 %                             | 99,75 %                             |
| 28                                  | Dresden-Bautzen                     | 1.369.447                           | 1.357.103                           | 99,10 %                             | 26.004                              | 1,92 %                              | 1.331.099                           | 98,08 %                             | 97,20 %                             |
| 29                                  | Leipzig                             | 0.973.721                           | 0.959.425                           | 98,53 %                             | 24.519                              | 2,56 %                              | 0.934.906                           | 97,44 %                             | 96,01 %                             |
| 30                                  | Chemnitz-Zwickau                    | 1.353.645                           | 1.336.452                           | 98,73 %                             | 28.688                              | 2,15 %                              | 1.307.764                           | 97,85 %                             | 96,61 %                             |
| 31                                  | Württemberg                         | 1.908.658                           | 1.900.451                           | 99,57 %                             | 16.346                              | 0,86 %                              | 1.884.105                           | 99,14 %                             | 98,71 %                             |
| 32                                  | Baden                               | 1.627.064                           | 1.608.030                           | 98,83 %                             | 27.519                              | 1,71 %                              | 1.580.511                           | 98,29 %                             | 97,14 %                             |
| 33                                  | Hessen                              | 0.982.836                           | 0.971.104                           | 98,81 %                             | 15.988                              | 1,65 %                              | 0.955.116                           | 98,35 %                             | 97,18 %                             |
| 34                                  | Hamburg                             | 0.905.499                           | 0.887.686                           | 98,03 %                             | 36.765                              | 4,14 %                              | 0.850.921                           | 95,86 %                             | 93,97 %                             |
| 35                                  | Mecklenburg                         | 0.664.236                           | 0.659.564                           | 99,30 %                             | 05.583                              | 0,85 %                              | 0.653.981                           | 99,15 %                             | 98,46 %                             |

## Deutung und Folgen

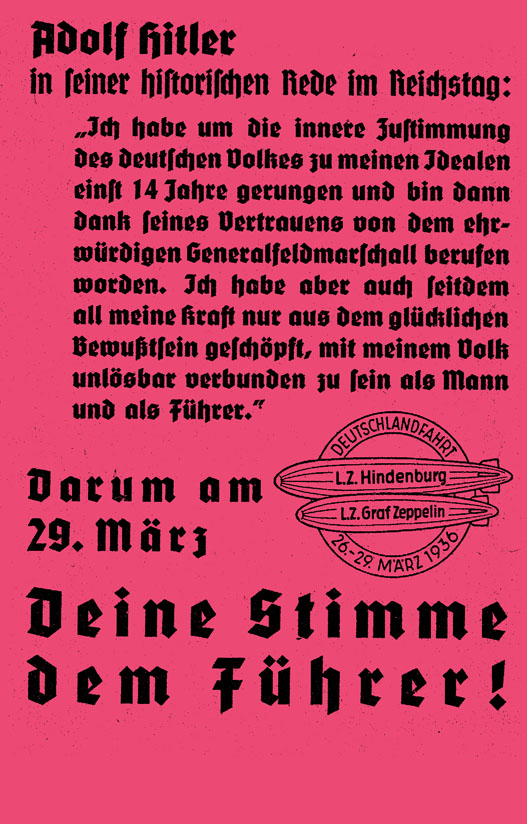
Propagandaflugblatt, abgeworfen während der Deutschlandfahrt des Zeppelins „Hindenburg“.

Das beinahe einhellige Ergebnis, mit dem das Wahlvolk dem NS-Regime zustimmte, lässt sich zum Teil mit der Monopolstellung der NSDAP erklären, die seit dem Gesetz gegen die Neubildung von Parteien die einzige zugelassene Partei im Deutschen Reich war. Außerdem gab es wohl auch Wahlfälschungen. Nach dem Historiker Henning Köhler waren insbesondere die massenhafte Zustimmung zum Nationalsozialismus sowie der Führerkult, „die durchaus auch Züge religiöser Verehrung trugen“, sehr bedeutsam. Der geringe Unterschied zu der unter deutlich demokratischeren Bedingungen abgehaltenen Saarabstimmung im Januar 1935 deute jedoch darauf hin, dass das Wahlergebnis dennoch zu großen Teilen als „echt“ zu betrachten sei. So hatten seinerzeit 90,73 % der Stimmberechtigten für einen Anschluss an den NS-Staat gestimmt.
Der Reichstag hatte zu diesem Zeitpunkt keine praktisch politische Bedeutung mehr und diente vor allem als Bühne für propagandistisch wichtige Anlässe. So tagte der 3. Reichstag in der Zeit des Nationalsozialismus insgesamt nur drei Mal. Bei seiner ersten Sitzung am 30. Januar 1937 beschloss er die Verlängerung des sogenannten „Ermächtigungsgesetzes“, am 20. Februar 1938 hielt Hitler im Reichstag eine Rede zum 5-jährigen Jubiläum der Machtergreifung und nur kurz darauf, am 18. März 1938, kam der Reichstag zusammen, um nach dem Anschluss Österreichs die Erklärung seiner Auflösung und Neuwahlen für den 10. April 1938 entgegenzunehmen.